# 浜岡郵便局
浜岡郵便局（はまおかゆうびんきょく）は静岡県御前崎市にある郵便局。民営化前の分類では集配普通郵便局であった。

## 概要
住所：〒437-1699 静岡県御前崎市池新田2719-1
民営化直前の集配業務再編において、多くの集配普通郵便局は統括センターとなったが、当局は配達センターとされたため、民営化後も郵便事業株式会社の支店は併設されず、集配センターが併設された。

## 沿革
- 1875年（明治8年） - 池新田（いけしんでん）郵便局（五等）として開設[1]。
- 1885年（明治18年）6月25日 - 貯金取扱を開始。
- 1890年（明治23年）4月1日 - 為替取扱を開始。
- 1955年（昭和30年）6月1日 - 浜岡郵便局に改称[2]。
- 1958年（昭和33年）6月 - 局舎落成。
- 1961年（昭和36年）2月1日 - 新野簡易郵便局から貯金取扱事務を移管。
- 1963年（昭和38年）2月20日 - 佐倉郵便局から、電話交換、和文電報配達、ならびに集配業務を移管。
- 1969年（昭和44年）3月22日 - 電話の加入および料金に関する簡易な事務を除く電話交換業務を、大浜電報電話局に移管。
- 1969年（昭和44年）9月1日 - 特定郵便局から普通郵便局に局種別改定。
- 1971年（昭和46年）10月20日 - 電話の加入および料金に関する簡易な事務を、大浜電報電話局に移管。
- 1980年（昭和55年）3月 - 局舎新築。
- 1983年（昭和58年）2月15日 - 和文電報配達業務を掛川電報電話局に移管。
- 1986年（昭和61年）4月1日 - 上朝比奈郵便局の廃止に伴い、取扱事務を承継。
- 2000年（平成12年）8月14日 - 外国通貨の両替および旅行小切手の売買に関する業務取扱を開始。
- 2007年（平成19年）1月29日 - 御前崎郵便局から集配業務を移管[3]。
- 2007年（平成19年）10月1日 - 民営化に伴い、併設された郵便事業掛川支店浜岡集配センターに一部業務を移管。
- 2012年（平成24年）10月1日 - 日本郵便株式会社発足に伴い、郵便事業掛川支店浜岡集配センターを浜岡郵便局に統合。

## 取扱内容
- 郵便、印紙、ゆうパック、内容証明
- 貯金、為替、振替、振込、国際送金、国債、投資信託
- 生命保険、バイク自賠責保険、自動車保険
- ゆうちょ銀行ATM
- 御前崎市内の集配業務

## 周辺
- 御前崎市役所
- 市立御前崎総合病院
- 静岡県立池新田高等学校
- 新野川

## アクセス
- しずてつバス 苗代田池新田高校停留所下車
- 東名高速道路 菊川ICから南へ約12.5km
- 駐車場あり：20台